# Новодеревенская улица (Пушкин)

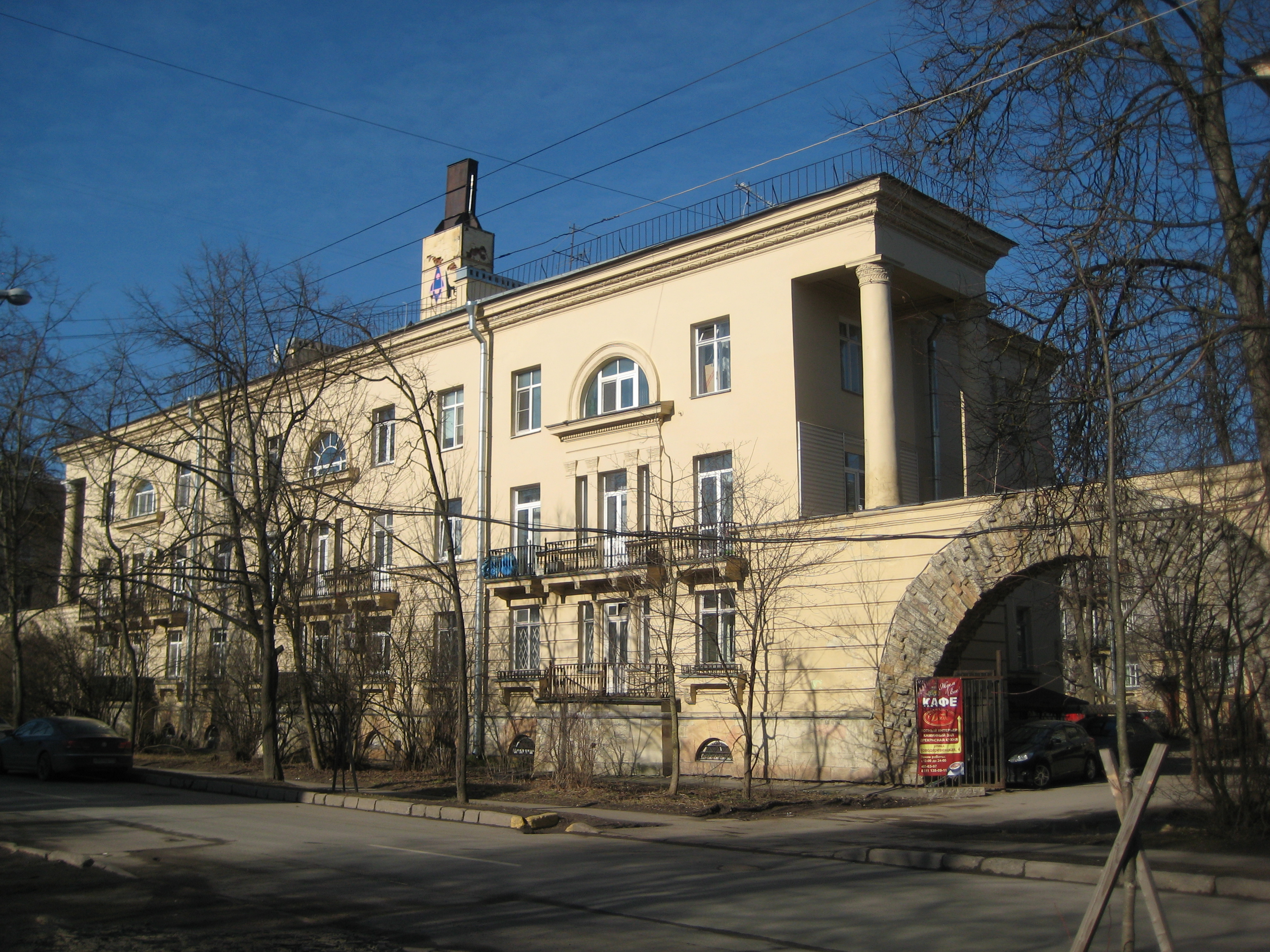
Дом № 4 по Новодеревенской улице

Новодереве́нская улица — улица в городе Пушкине (Пушкинский район Санкт-Петербурга). Проходит от Софийского бульвара почти до Автомобильной улицы. Далее переходит в Колпинское шоссе.

## Описание
На участке от Железнодорожной улицы до Софийского бульвара Новодеревенская улица имеет одностороннее движение. На участке между Железнодорожной улицей и шоссе Подбельского / Удаловской улицей находится переезд с Витебской железнодорожной линией.
Чётную сторону севернее перекрестка Новодеревенской улицы и шоссе Подбельского занимает садоводство «Коллективный сад № 6».

## История
Название возникло в Царском Селе в 1910-е годы, поскольку улица ведет в Новую Деревню. На карте начала XX века Новодеревенской улицей назывался фрагмент от Софийского бульвара до Железнодорожной улицы, а далее шла Колпинская дорога, поскольку дорога ведет в Колпино.

## Перекрёстки
- Софийский бульвар
- Железнодорожная улица
- шоссе Подбельского / Удаловская улица